# .ht
.ht là tên miền quốc gia cấp cao nhất (ccTLD) của Haiti.